# P.D. James
Phyllis Dorothy James, baroneasa James de Holland Park (n. 3 august 1920, Oxford, Anglia, Regatul Unit al Marii Britanii și Irlandei – d. 27 noiembrie 2014, Oxford, Anglia, Regatul Unit), cunoscută mai ales sub denumirea P. D. James, a fost o scriitoare engleză de literatură polițistă, cel mai mult cunoscută pentru seria de romane cu polițistul și poetul Adam Dalgliesh. Scrie și romane distopice.

## Cărți

### Romane
Adam Dalgliesh mysteries
1. Cover Her Face (1962)
2. A Mind to Murder (1963)
3. Unnatural Causes (1967)
4. Shroud for a Nightingale (1971)
5. The Black Tower (1975)
6. Death of an Expert Witness (1977)
7. A Taste for Death (1986)
8. Devices and Desires (1989)
9. Original Sin (1994)
10. A Certain Justice (1997)
11. Death in Holy Orders (2001)
12. The Murder Room (2003)
13. The Lighthouse (2005)
14. The Private Patient (2008)

Cordelia Gray mysteries
- An Unsuitable Job for a Woman (1972)
- The Skull Beneath the Skin (1982)

Diferite romane
- Innocent Blood (1980)
- The Children of Men (1992)

Ediții antologice
- Crimes Time Three (1979), mai târziu retipărită ca Three Complete Novels (1988), conține Cover Her Face, A Mind to Murder și Shroud for a Nightingale
- Murder in Triplicate (1980), conține Unnatural Causes, An Unsuitable Job for a Woman și The Black Tower
- Trilogy of Death (1984), conține Innocent Blood, An Unsuitable Job for a Woman și The Skull Beneath the Skin
- A Dalgliesh Trilogy (1989), conține Shroud for a Nightingale, The Black Tower și Death of an Expert Witness
- A Second Dalgliesh Trilogy (1993), conține A Mind to Murder, A Taste for Death și Devices and Desires
- An Adam Dalgliesh Omnibus (2008), conține A Taste for Death, Devices and Desires și Original Sin

### Non-ficțiune
- The Maul and the Pear Tree: The Ratcliffe Highway Murders, 1811 (1971), cu Thomas A. Critchley
- Time to Be in Earnest: A Fragment of Autobiography (1999)
- Talking About Detective Fiction (2009)

## Adaptări pentru film și televiziune
- 1984 Shroud for a Nightingale
- 1985 Cover Her Face
- Unnatural Causes
- Original Sin
- The Black Tower
- Death of an Expert Witness
- A Taste For Death
- Devices and Desires
- A Mind to Murder
- A Certain Justice
- An Unsuitable Job for a Woman
- 2003 Death in Holy Orders
- 2004 The Murder Room
- 2006 Children of Men

## Traduceri în limba română (selecție)
- O meserie nepotrivită pentru o femeie, Rao Books, 2011
- Moartea unui expert, Rao Books, 2010
- Farul, Rao Books, 2008
- Păcatul original, Rao Books, 2007
- Fiul omului, Rao Books, 2006
- Moarte în Sfântul Ordin, Rao Books, 2005
- Gustul morții, Rao Books, 2003
- Planuri și dorințe , RAO Books 1994
- Sala Crimelor, RAO Books 2003
- Moarte în sfântul ordin, RAO Books 2005
- O moarte ciudată, RAO Books 1994

### Interviuri
- Shusha Guppy (1995). „P. D. James, The Art of Fiction No. 141”. The Paris Review.
- Salon online magazine (U.S.), 26-2-98
- Guardian newspaper group (U.K.), 4-3-01
- The Sunday Herald newspaper (U.K.), 13-9-08[nefuncțională]
- CBC News broadcasting (Canada), 22-9-08
- The Globe and Mail newspaper (Canada), 30-1-09
- The Daily Telegraph newspaper (U.K.), 21-7-10
- The Independent newspaper (U.K.), 29-9-08
- The American Spectator magazine (U.S.), 4-1-10 Arhivat în 22 mai 2011, la Wayback Machine.

1. 1 2  „P.D. James”, Gemeinsame Normdatei, accesat în 17 octombrie 2015
2. 1 2 3  Autoritatea BnF, accesat în 10 octombrie 2015
3. ↑  P. D. James, SNAC, accesat în 9 octombrie 2017
4. 1 2  Phyllis Dorothy James, Baroness James of Holland Park, The Peerage, accesat în 9 octombrie 2017
5. 1 2  P. D. James, Internet Speculative Fiction Database, accesat în 9 octombrie 2017
6. ↑   http://www.independent.co.uk/news/people/pd-james-dead-detective-novelist-behind-death-comes-to-pemberley-and-children-of-men-dies-aged-94-9887573.html Lipsește sau este vid: |title= (ajutor)
7. ↑  „P.D. James”, Gemeinsame Normdatei, accesat în 13 decembrie 2014
8. ↑  P.D. James, Encyclopædia Britannica Online, accesat în 9 octombrie 2017
9. ↑  „P.D. James”, Gemeinsame Normdatei, accesat în 31 decembrie 2014
10. ↑   http://www.denik.cz/ostatni_kultura/zemrela-autorka-detektivek-p-d-jamesova-stvoritelka-detektiva-dalglieshe-2014112.html Lipsește sau este vid: |title= (ajutor)
11. 1 2 3 4  The Peerage
12. ↑  LIBRIS, 28 noiembrie 2014, accesat în 24 august 2018
13. ↑   https://www.theparisreview.org/blog/2020/08/03/murder-most-foul/ Lipsește sau este vid: |title= (ajutor)
14. ↑  Talking About Detective Fiction[*] Verificați valoarea |titlelink= (ajutor)
15. ↑   https://strandmag.com/the-magazine/interviews/p-d-james/ Lipsește sau este vid: |title= (ajutor)
16. ↑   https://edgarawards.com/category-list-the-grand-master/ Lipsește sau este vid: |title= (ajutor)
17. ↑   http://www.bouchercon.com/anthony-awards/winners-and-nominees/ Lipsește sau este vid: |title= (ajutor)
18. ↑   https://www.bodleian.ox.ac.uk/about/libraries/bodley-medal Lipsește sau este vid: |title= (ajutor)